# تحسين رزاق عزيز
تحسين رزاق عزيز (ولد في العراق عام 1963م) مترجم عراقي، يعد من أبرز المترجمين العرب من اللغة الروسية، وهو حاصل على جائزة الشيخ حمد للترجمة والتفاهم الدولي في دورتها الرابعة عام 2018.

## التعليم
- حاصل على الدكتوراه من قسم اللغة الروسية في جامعة فاروينش الروسية عام 2009م.
- حاصل على الماجستير من قسم اللغة الروسية في جامعة بغداد عام 1997م.
- حاصل على بكالوريوس لغة روسية وآدابها من كلية الآداب جامعة العراق عام 1985م.[5]

## الترجمات
| الكتاب                                             | المؤلف                                             | التاريخ | ملاحظات                       |
| -------------------------------------------------- | -------------------------------------------------- | ------- | ----------------------------- |
| اللسانيات الإدراكية                                | زينايدابوبوفا يوسف ستيرنين                         | 2012    | [ 6 ]                         |
| أبحاث في اللسانيات في اللغة الروسية                | أساتذة اللسانيات في جامعة فورونيش الحكومية الروسية | 2012    | [ 7 ]                         |
| سوسير واللسانيات المعاصرة                          | مجموعة بحوث علمية                                  | 2015    | بالاشتراك مع أشواق محمد مطلك. |
| اللغة والترجمة: مسائل نظرية الترجمة العامة والخاصة | ليونيد ستيباننوفيش باخوداروف                       | 2017    |                               |
| اللسانيات العامة                                   | زينايدا بوبوفا يوسف ستيرنين                        | 2017    |                               |
| تأملات في تاريخ الأدب الروسي في القرن التاسع عشر   | ف. يا. لينكوف                                      | 2017    |                               |
| أثر على أثر                                        | فلاديمير شاروف                                     | 2017    |                               |
| أساسيات نظرية اللغة والتواصل                       | أولغا تشاريكوفا زينايدا بوبوفا يوسف ستيرنين        | 2018    | [ 9 ]                         |
| أساسيات تاثير الكلام                               | يوسف ستيرنين                                       | 2018    |                               |
| لاوروس                                             | يفغيني فودولازكين                                  | 2018    |                               |
| يوميات رجل ميت                                     | ميخائيل بولغاكوف                                   | 2019    | بالاشتراك مع عياد عيد.        |
| صبية من متروبول                                    | ليودميلا بيتروشيفسكايا                             | 2019    |                               |
| الطيار                                             | يفغيني فودولازكين                                  | 2020    | [ 10 ]                        |
| مورفين                                             | ميخائيل بولغاكوف                                   | 2020    |                               |
| أبنائي                                             | غوزال ياخينا                                       | 2020    |                               |
| سانكا                                              | زاخار بريليبين                                     | 2020    | [ 11 ]                        |
| ميدييا وأبناؤها                                    | لودميلا أوليتسكايا                                 | 2020    | [ 12 ]                        |
| الفكر واللغة                                       | ألكساندر أفاناسيفيتش بوتيبنيا                      | 2020    |                               |
| الجنازة المرحة                                     | لودميلا أوليتسكايا                                 | 2021    | [ 13 ]                        |
| ذهب العصيان                                        | أليكسي إفانوف                                      | 2021    | [ 14 ]                        |
| تولستوي ودوستويفسكي: الحياة والإبداع               | ديمتري ميريجكوفسكي                                 | 2021    | [ 15 ]                        |
| مقتل الفريق: قصة قمر لم يغب                        | بوريس بيلينياك                                     | 2022    |                               |
| أمنا الأرض                                         | بوريس بيلينياك                                     | 2022    |                               |
| بريسبان                                            | يفغيني فودولازكين                                  | 2023    | [ 16 ]                        |
| آدم وميريام                                        | دينا روبينا                                        | 2017    | [ 17 ]                        |
| بطرسبورغ (رواية)                                   | أندريه بيلي                                        | 2023    | [ 18 ]                        |

## الجوائز
- حصل على جائزة الشيخ حمد للترجمة والتفاهم الدولي في دورتها الرابعة عام 2018.[19]
- حصل على جائزة نوّار للمترجمين العراقيين عن الروسيّة عام 2019.[5]